# Erechtites
Erechtites es un género de plantas con flores perteneciente a la familia Asteraceae.  Comprende 67 especies descritas y de estas, solo 12 aceptadas.
Son nativos de las Américas, algunas especies están ampliamente distribuidas, pero consideras como malas hierbas. Otras especies de este género son tratadas como miembros de Senecio por algunos autores, y otras varias especies se consideran variantes de E. hieracifolia, por lo que puede haber por lo menos 5 especies distintas de este género. En particular, no todos los autores están de acuerdo sobre la inclusión de una docena de especies nativas de Australia y Nueva Zelanda en Erechtites.

## Descripción
Son hierbas generalmente anuales, erectas, frondosas. Hojas alternas, serradas, lobadas, o profundamente pinnatífidas. Capitulescencias de capítulos solitarios o cimas compuestas; capítulos pocos a numerosos, disciformes; filarias en 1 serie, valvadas; calículo prominentemente desarrollado; flósculos del radio en 1–2 series, pistilados, fértiles, las corolas filiformes, 4–5-fidas; receptáculos desnudos, agrandándose y tornándose marginalmente revolutos en la madurez; filarias reflexas y persistentes luego de la caída de los aquenios; flósculos del disco numerosos, perfectos, fértiles, las corolas 5-fidas, más brillantes en el ápice; anteras con apéndices terminales alargados, redondeadas en la base; ramas del estilo planas, apéndices con tricomas papilosos fusionados. Aquenios columnares a subfusiformes, con varias costillas, estrigosos en los surcos entre las costillas; vilano de tricomas capilares o cerdas, finos, suaves, copiosos.

## Taxonomía
El género fue descrito por Constantine Samuel Rafinesque y publicado en Florula Ludoviciana, or, a flora of the state of . . . 65. 1817. Su especie tipo es; Erechtites praealtus Raf. = Erechtites hieraciifolius (L.) Raf. ex DC.	
Etimología
Erechtites: nombre genérico que posiblemente procede del griego erechtho =  "desgarrar o romper", en referencia a las hojas disecadas, o bien de Erecteo, rey mítico de Atenas.

## Especies aceptadas
A continuación se brinda un listado de las especies del género Erechtites aceptadas hasta julio de 2012, ordenadas alfabéticamente. Para cada una se indica el nombre binomial seguido del autor, abreviado según las convenciones y usos.
- Erechtites glomeratus (Desf. ex Poir.) DC.
- Erechtites goyazensis (Gardner) Cabrera
- Erechtites hieracifolia (L.) Raf.
- Erechtites hieraciifolius (L.) Raf. ex DC.
- Erechtites ignobilis Baker
- Erechtites leptanthus (Phil.) Cabrera
- Erechtites minimus (Poir.) DC.
- Erechtites missionis Malme
- Erechtites missionum Malme
- Erechtites runcinatus (Less.) DC.
- Erechtites valerianifolia (Link ex Wolf) Less. ex DC.
- Erechtites valerianifolius (Link ex Spreng.) DC.